# Potamophilus acuminatus
 (novembre 2024).
Espèce
Potamophilus acuminatus est une espèce de coléoptères aquatiques (en) de la famille des Elmidae.

## Description
L'anatomie de cet Insecte est similaire aux autres membres des Elmidae. Son corps est segmenté en trois parties, comme tous les Insectes, et possède une forme allongée d'une longueur de 6 à 9 mm. Son habitus est de couleur foncée, avec une nuance noirâtre ou brunâtre. Son thorax est « rétréci vers l'avant, très sinué » et sa tête est visible. Les ponctuations élytrales sont régulières et alignées. L'apex de l'abdomen est pointue.

## Répartition
Coléoptère européen, il est présent de la péninsule Ibérique jusqu'au sud de la mer Baltique, notamment en France de manière éparse et il est en péril dans d'autres pays. Il est également présent en Afrique du Nord.
Dans Coleoptera: Elmidae and Protelmidae. World Catalogue of Insects, ouvrage publié en anglais, la répartition suivante est donnée :  « Afghanistan, Albanie (M. Hess, comm. pers.), Autriche, Azerbaïdjan, Biélorussie, Bulgarie, Croatie, République tchèque, France, Allemagne, Grèce, Hongrie, Israël, Italie, Liban, Pays-Bas, Pologne, Roumanie, Russie, Serbie, Slovaquie, Slovénie, Espagne, Syrie, Tunisie (Touaylia et al. 2010 : 172), Turquie, Turkménistan, Ukraine ».

## Écologie
Potamophilus acuminatus est une espèce aquatique – comme tous les Elmidae – et ripicole (semi-aquatique). Son plastron lui permet de respirer sous l'eau, vivant ainsi dans les milieux aquatiques bien oxygénés, c'est-à-dire les cours d'eau au débit rapide, comme les rivières et torrents. La nymphose a lieu, de juin à août, dans le bois en décomposition – milieu dans lequel la larve se nourrit de micro-organismes, en tant que saprophage.

### Extinction
L'espèce est menacée d'extinction, plus précisément en danger critique d'extinction selon la grille de la liste rouge de l'UICN, en Allemagne, Autriche, Slovaquie et Tchèquie.

## Systématique
Le nom valide complet (avec auteur) de ce taxon est Potamophilus acuminatus (Fabricius, 1792).
L'espèce a été initialement classée dans le genre Parnus sous le protonyme Parnus acuminatus Fabricius, 1792.
Potamophilus acuminatus a pour synonyme :
- Parnus acuminatus Fabricius, 1792

### Publication originale
(la) Joh. Christ. Fabricii, Entomologia systematica emendata et aucta : Secundun classes, ordines, genera, species, adjectis synonimis, locis, observationibus, descriptionibus, t. 1, Hafniae, Christian Gottlob (éditeur), Christian Friedrich Mohr (imprimeur), 1792, 330 p. (lire en ligne), p. 246.